# Pandora's Box (band)
Pandora's Box is een band opgericht door Jim Steinman eind jaren 80. De band bracht één album uit, Original Sin in 1989. Dat album wordt nog altijd hooggewaardeerd door de fans van de muziek van Steinman, maar werd commercieel een flop. Enkele nummers van het album werden later door Meat Loaf opgenomen voor zijn albums Bat Out Of Hell II: Back Into Hell, Welcome to the Neighbourhood en Bat Out Of Hell III: The Monster is Loose. Een ander nummer van dit album, It's all coming back to me now, werd in de jaren 90 een grote hit in de uitvoering van Céline Dion.
Doordat het album flopte bleef het bij één album.